# Blair (Wisconsin)
Blair ist eine Kleinstadt (mit dem Status „City“) im Trempealeau County im US-amerikanischen Bundesstaat Wisconsin. Im Jahr 2010 hatte Blair 1366 Einwohner.

## Geografie
Blair liegt im Westen Wisconsins am Trempealeau River, der rund 45 km südsüdwestlich in den die Grenze zu Minnesota bildenden Mississippi mündet. Am nördlichen Rand von Blair befindet sich mit dem Lake Henry ein Stausee des Tempealeau River.
Blair liegt in der Driftless Area genannten eiszeitlich geformten Region, die sich über das südöstliche Minnesota, das südwestliche Wisconsin, das nordöstliche Iowa und das äußerste nordwestliche Illinois erstreckt. Bei der letzten Eiszeit, der sogenannten Wisconsin Glaciation, blieb die Region eisfrei, sodass sich die Flusstäler auch während dieser Zeit tiefer in das Plateau einschneiden konnten.
Die geografischen Koordinaten von Blair sind 44°17′40″ nördlicher Breite und 91°14′07″ westlicher Länge. Das Stadtgebiet erstreckt sich über eine Fläche von 3,21 km² und ist vollständig von der Town of Preston umgeben, ohne dieser anzugehören.
Nachbarorte von Blair sind Taylor (11,7 km ostnordöstlich), Ettrick (16 km südlich) und Whitehall (13 km nordwestlich).
Die nächstgelegenen größeren Städte sind Green Bay am Michigansee (297 km östlich), Wisconsins Hauptstadt Madison (246 km südöstlich), Wisconsins größte Stadt Milwaukee (353 km in der gleichen Richtung), La Crosse am Mississippi (68 km südlich), Rochester in Minnesota (129 km westsüdwestlich), die Twin Cities in Minnesota (202 km westnordwestlich) und Eau Claire (79 km nordnordwestlich).

## Verkehr
Am südwestlichen Stadtrand führt der U.S. Highway 53 an Blair vorbei. Von diesem zweigt der Wisconsin State Highway 95 nach Nordosten ab und führt als Hauptstraße durch die Stadt. Alle weiteren Straßen sind untergeordnete Landstraßen, teils unbefestigte Fahrwege sowie innerörtliche Verbindungsstraßen.
Entlang des Trempealeau River verläuft eine Eisenbahnlinie für den Frachtverkehr der Canadian National Railway durch Blair.
Die nächsten Flughäfen sind der La Crosse Regional Airport (65,5 km südlich) und der Chippewa Valley Regional Airport (84,2 km nordnordwestlich).

## Bevölkerung
Nach der Volkszählung im Jahr 2010 lebten in Blair 1366 Menschen in 571 Haushalten. Die Bevölkerungsdichte betrug 425,5 Einwohner pro Quadratkilometer. In den 571 Haushalten lebten statistisch je 2,27 Personen. 
Ethnisch betrachtet setzte sich die Bevölkerung zusammen aus 96,6 Prozent Weißen, 0,4 Prozent Afroamerikanern, 0,2 Prozent amerikanischen Ureinwohnern, 0,1 Prozent (zwei Personen) Asiaten sowie 1,3 Prozent aus anderen ethnischen Gruppen; 1,4 Prozent stammten von zwei oder mehr Ethnien ab. Unabhängig von der ethnischen Zugehörigkeit waren 3,8 Prozent der Bevölkerung spanischer oder lateinamerikanischer Abstammung. 
24,1 Prozent der Bevölkerung waren unter 18 Jahre alt, 53,4 Prozent waren zwischen 18 und 64 und 22,5 Prozent waren 65 Jahre oder älter. 52,9 Prozent der Bevölkerung waren weiblich.
Das mittlere jährliche Einkommen eines Haushalts lag bei 38.456 USD. Das Pro-Kopf-Einkommen betrug 19.716 USD. 8,9 Prozent der Einwohner lebten unterhalb der Armutsgrenze.